# Джо Мартин (орангутан)
Джо Мартин (1911-1914 — после 1931) — орангутан, известный тем, что сыграл некоторые роли в около 50 американских немых фильмах, в числе которых 20 комедий.
С детства был окружён людьми, и по заявлениям некоторых, становился похожим на человека. Вступив в подростковый возраст, Джо Мартин начал физически нападать на людей и других животных, в том числе на сотрудников киностудии, режиссёра Эла Сантелла, своих тренеров и актёров, включая Дороти Филлипс и Эдварда Коннелли. По крайней мере, в трёх из этих случаев он явно защищал женщину, ребёнка или животное. Он как минимум дважды устраивал крупные побеги из зоопарка, однажды выпустив на волю волков и слона, а также, спасаясь от преследования, отобрал у полицейского пистолет.
В 1924 признан опасным для съёмок и продан в цирк.

## Предыстория
До 1924 года не существовало законодательных запретов на убийство, отлов или продажу орангутанов. В Индонезии охота на них была запрещена в 1931, но браконьерство было активно до середины XX века.
Тогдашние показатели смертности содержащихся в неволе орангутанов были пессимистичными и мрачными. Показатели смертности были высокими отчасти потому, что представители видов орангутанов очень восприимчивы к респираторным инфекциям, передаваемым человеком. По оценкам, 60 процентов проданных орангутанов погибли при перевозке, а большинство выживших умерли в течение первого года пребывания в неволе.
В Соединённых Штатах торговцы экзотическими животными обеспечивали стабильные поставки пойманных диких животных в ответ на высокий спрос со стороны богатых частных коллекционеров, передвижных цирков, придорожных зоопарков, водевилей и развивающейся международной киноиндустрии. Как сказано в одном историческом обзоре о каскадёрах и дрессировщиках львов, «режиссёры привлекали диких животных как практическое средство создания кинематографического зрелища».
Джо Мартин, вероятно, провёл большую часть своей жизни в двух поселениях Лос-Анджелеса — Универсал-Сити и Барнс-Сити, — которые были созданы специально для продажи зрелищ.

## Биография

### Ранняя жизнь

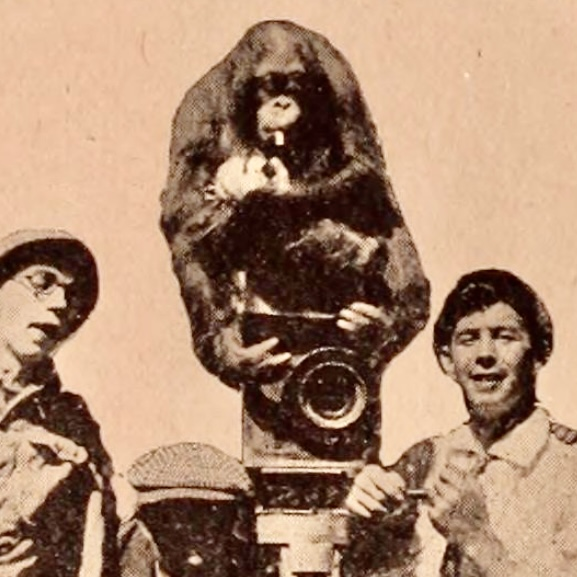
Джо Мартин с командой «Недостающего звена»

Согласно различным новостным статьям того времени, он родился между 1912 и 1914 годами, и в некоторых из них говорится, что он был родом с Борнео, то есть мог принадлежать виду калимантанских орангутанов.
Главный тренер Джо Мартина рассказал нескольким репортёрам, что Джо Мартину на момент прибытия могло быть всего пять или шесть месяцев. Как и у всех приматов, связь между матерью и ребёнком является основой выживания детёнышей, и молодые орангутаны сильно зависят от материнской заботы как минимум до восьмилетнего возраста. «Таким образом, для получения детёнышей почти во всех случаях приходится убивать матерей».
Согласно «Camera!» и «San-Antonio Express», Джо Мартин впервые прибыл в Соединённые Штаты в 1911 году в Сан-Франциско через Сингапур в составе "конвоя с животными, отправленного Фрэнком Баком торговцу животными Робинсону из Сан-Франциско. Затем Робинсон продал Джо Мартина за 250 долларов США (что эквивалентно 8437 долларам в нынешнее время) владельцу страховой компании из Лос-Анджелеса по имени Сэм Беренд. Беренд поместил Джо Мартина на выставку «Венецианский пирс» под названием «Недостающее звено», где он находился под присмотром дрессировщика «Попа» Сондерса. Сондерс «дрессировал сотни животных для цирковой арены и для кино».
После пожара на пирсе Сондерс переехал с Джо Мартином на «Старое ранчо» Universal Pictures. В то время компания арендовала нескольких животных из цирка Sells Floto для фильма, и кто-то предложил включить в него орангутана. Чарльз Б. Мёрфи, как говорят, подготовил Джо Мартина к его первому фильму, односерийной комедии режиссёра Аллена Тёрнера, после чего Universal Pictures купила Джо Мартина у Берендта за неназванную сумму. Другой источник сообщает, что первым американским тренером Джо Мартина был Ред Галлахер. Третий источник, посмертно опубликованные мемуары циркового дрессировщика Алфеуса Джорджа Барнса Стоунхауса, гласит: «Джо Мартин, знаменитый киноактёр-орангутанг, был куплен моим братом Джерри М. Барнсом для кинокомпании Universal. Мой брат начал готовить его к съёмкам, а завершил подготовку мистер Мерфи, работавший на Universal».

### 1915—1917. Первые съёмки и прорыв
За редким исключением, все короткометражные комедии Джо Мартина считаются утраченными фильмами. Таким образом, большая часть работ Джо Мартина известна историкам кино только по маркетинговым материалам, производственным кадрам и упоминаниям в СМИ. На территории «Юниверсал» в долине Сан-Фернандо содержалось множество цирковых животных; многие сцены с животными в эпоху немого кино снимались в центральной части городского зоопарка «Юниверсал», которая называлась ареной.
Прорывной ролью Джо Мартина стала двухчастная короткометражка под названием «Джо Мартин выпускает их на свободу», снятая в знаменитом зоопарке «Юниверсал Сити» и выпущенная в 1915 году. Судя по всему, это была комедия о том, как в зоопарке открывают клетки с животными и те бросаются на людей. До успеха этого фильма Джо Мартин был известен как «Шимпанзе Чарли».

Примерно в 1915 году дрессировщик по имени Керли Стекер начал заботиться о Джо Мартине. По словам Фрэнка Бака, Джо Мартина Стекеры практически усыновили: «Его забрали в дом Керли, чтобы вырастить… [и] он рос вместе с сыном Стекера». Иногда считается, что Керли «открыл» Джо Мартина; они работали вместе в течение следующих восьми лет. Семья Стеккера иногда появлялась в фильмах вместе с Джо Мартином. Она арендовала дом через дорогу от студийного зоопарка, который был создан отчасти как «достопримечательность» в Универсал-Сити. Смотрители отвечали за то, чтобы знакомить высокопоставленных гостей с животными; один из таких визитов состоялся в 1915 году, когда епископ Ханна из Сан-Франциско посетил зоопарк. Позже один из директоров Джо Мартина написал об этом визите:
"Известный старый прелат приехал в Юниверсал-Сити, чтобы увидеть Джо. Джо слушал, пока старый джентльмен рассуждал о чудесах природы. «Вы бы не поймали обезьяну, которая бы выпила эту мерзкую жидкость», — заметил он. Джо полез в карман своих маленьких штанишек и достал пинту жидкости, которую с изысканной вежливостью предложил епископу.
За первые три года своей карьеры Джо Мартин снялся как минимум в 20 фильмах, в том числе в вампирской мелодраме Рекса Ингрэма «Чёрные орхидеи». (Пять лет спустя Джо Мартин сыграл ту же роль в ремейке «Легкомысленные женщины», который стал одним из его последних появлений на экране). Согласно журналу Universal «Moving Picture Weekly», Джо Мартин, возможно, снялся вместе с Уоллесом Бири в одном или нескольких короткометражных фильмах под названием «Уборщик», снятых Бири и выпущенных в 1916 году. В статье о фильмах Бири отмечалось, что Джо Мартин был «абсолютно предан» смотрителю зоопарка Рексу Де Росселли и никогда не пропускал Де Росселли без объятий; Джо Мартин не был так же ласков с Бири. В заметке о короткометражке Джо Мартина, снятой Де Росселли, говорилось: «Обезьяна, кажется, понимает, что говорит ему режиссёр, и он делает замечательную работу».

В статье газеты Universal Pictures писали:
Здесь мы видим Джо, шимпанзе, который спит на обычной латунной кровати, пользуется зубочисткой после еды и т. д. […] Джо недавно получил письмо … в котором говорилось следующее: «Дорогой Джо Мартин, я бы хотела, чтобы вы прислали мне свою фотографию. Мой папа говорит, что вы всего лишь обезьяна, но я думаю, что вы актёр».
-
Сообщается, что Джо Мартин пытался сбежать из Universal lot летом 1917 года, но его дочерняя коллега по фильму Лена Баскет заманила его обратно в вольер.

### 1918. Эпидемия гриппа

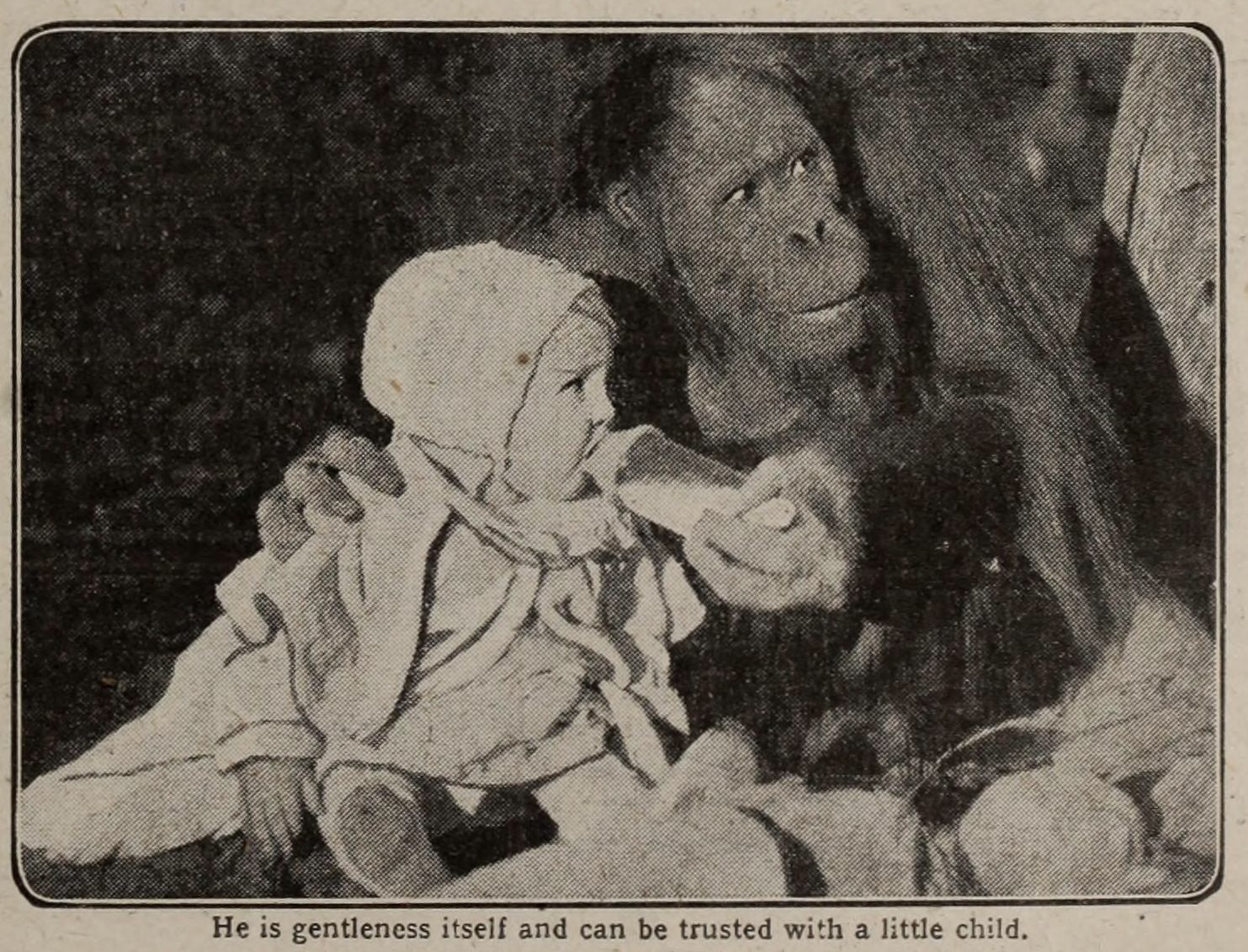
Джо Мартин с человеческим ребёнком

В ноябре 1918 года, когда эпидемия испанского гриппа достигла западного побережья, Джо Мартин заразился вирусом, но был «едва спасён» от смерти от двусторонней пневмонии благодаря совместным усилиям доктора Ричарда Гудвина и Кёрли Стеккера.
Джо Мартин часто работал с детьми-актёрами, в том числе в фильме 1918 года «Человек и зверь», где его партнёром по фильму, вероятно, был двухлетний сын Кёрли Стеккера.
В конце 1918 года охранник Universal Томас Г. Кокингс впервые публично заявил, что Джо Мартин напал на человека, и подал иск на 10 000 долларов (что эквивалентно 209 049 долларам по нынешним меркам). Кокингс утверждал, что Джо Мартин 40 раз укусил его за ноги. На слушаниях в Верховном суде студия заявила, что Джо Мартин был «симпатичным», и поделилась фотографиями, на которых он гуляет с женщинами, обнимает их, держит на руках ребёнка и носит маску от гриппа. Один из свидетелей компании показал, что Джо Мартин обнял и поцеловал его при первой встрече. Исход дела не был обнародован, но в 1920 году актёр и режиссёр Эл Сантелл рассказал Photoplay: «Какое-то время в зверинце был ночной сторож, который всегда носил с собой бутылку во время обхода и время от времени угощал Джо. Но однажды ночью, когда он был пьян в стельку, он добавил красный перец в виски, и о боже! Джо чуть не сошёл с ума, пытаясь добраться до этого человека… Но он никогда не причинит вреда женщине или ребёнку. Когда мы используем детей в комедиях о животных, они в полной безопасности с ним».

### 1919. Побеги

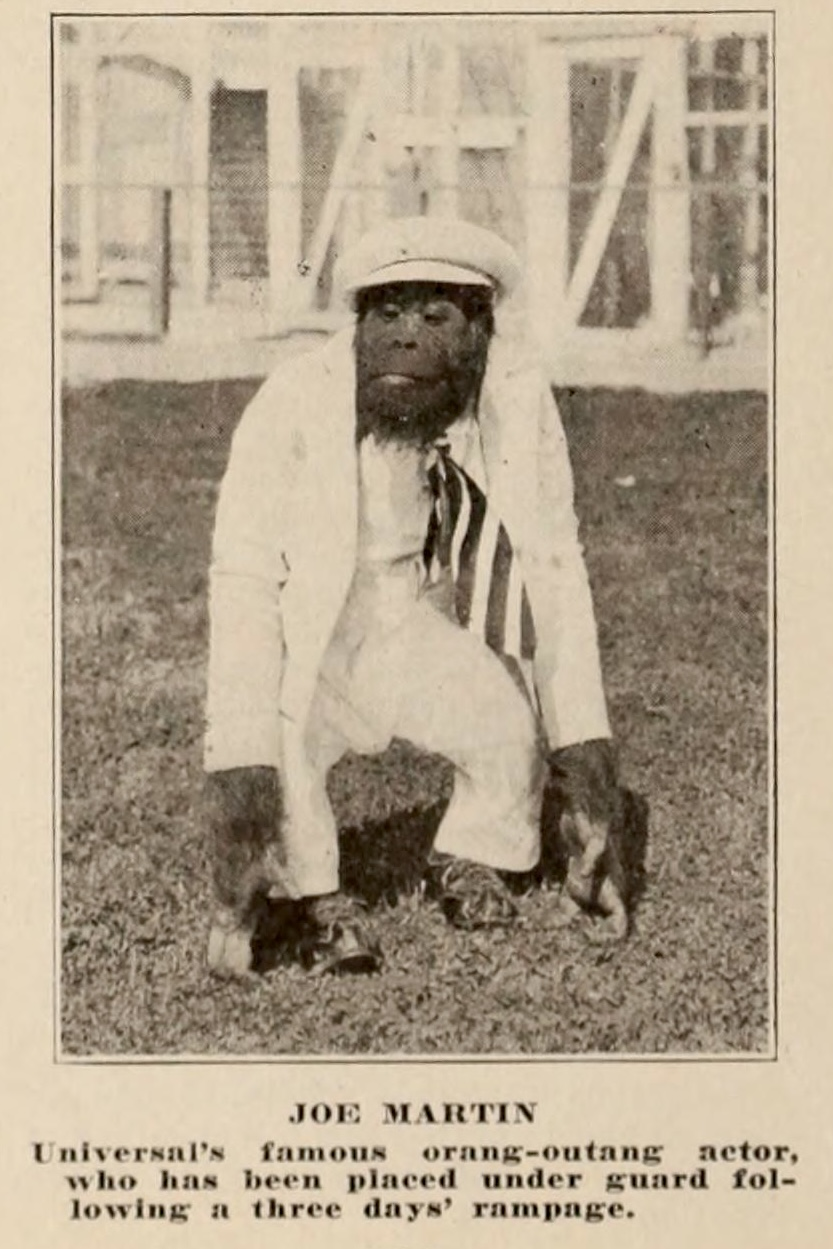
Джо Мартин перед вольерами в костюме

Реклама в канадской газете для двухматчевого «Jazz Monkey» от Universal включала юмористическое эссе о диете Джо Мартина, в котором говорилось, что Джо Мартин придерживался вегетарианской диеты, состоящей из моркови, репы, лука, кукурузных початков, груш и т. д., там же упоминалось, что Джо «курит в умеренных количествах, предпочитая бездымный сорт». Позже в отчёте говорилось, что рацион Джо Мартина обычно состоял из овощей и смеси солодового молока и тёплой воды, иногда дополняемой яйцами, «чтобы придать блюду больше насыщенности и вкуса». Воскресенье было для зоопарка днем поста, за которым в понедельник утром последовал более обильный, чем обычно, обед.
В июне 1919 года Джо Мартин посетил показ своего собственного фильма «Обезьянья возня», организованный газетной компанией «Лос-Анджелес Ивнинг Геральд» в качестве бонуса для своих мальчиков-разносчиков. Мартин был одет в костюм из Палм-Бич, держал в руках трость и «часто хлопал в ладоши и смеялся, как обезьяна, когда что-то казалось ему особенно смешным». В другой статье сообщалось, что Джо Мартин несколько раз переводил взгляд с рук на экран и обратно, прежде чем «по-видимому, пришёл к выводу, что смотрит на самого себя». Примерно в то же время обозреватель из Огайо сообщил, что Джо Мартин по утрам расчёсывал волосы пальцами, а в плохие дни для волос поворачивал зеркало к стене. Писатель также сделал впечатляющие заявления о когнитивных способностях приматов в отношении Джо Мартина: «Это удивительное животное понимает любую устную команду, даже подслушивает приватные разговоры и выполняет трюки, которые были предложены ему, но отвергнуты дрессировщиком… Его мыслительные процессы функционируют без команды дрессировщика, что является необычной чертой. Выходя из клетки, он аккуратно закрывает дверцу, защёлкивая её на засов». В отчёте 1924 года утверждалось, что «он доставал из кармана связку ключей, выбирал нужный и открывал клетку».
Во время съёмок комедии Уильяма С. Кэмпбелла Джо Мартин присутствовал при сцене, в которой «отъявленный шахтёр» шлёпал ребёнка. Несмотря на то, что хореография сцены не позволяла ребёнку получить травму, Джо Мартину, как сообщается, она показалась реалистичной, и он набросился на актёра, игравшего шахтёра.
Газета «Лос-Анджелес Таймс» опубликовала рекламные фотографии Джо Мартина за рулём автомобиля «Киссел» и заявила, что он научился водить. Контент был создан Western Motor Company, дистрибьюторами «Киссел», и был призван показать, что водить легко.
В ноябре 1919 года Джо Мартин напал на своего режиссёра. В «Камере!» В своей колонке Гарри Бёрнс (который впоследствии стал режиссёром Джо Мартина) сообщил, что «Эл Сантелл лечит сильно повреждённые руку и ногу после не слишком дружелюбной стычки с Джо Мартином». Как сообщалось в 1920 году, Эл Сантелл возмущался из-за того, что Джо слишком сильно хлопнул дверью и сломал мебель, поэтому Джо Мартин «схватил его за лодыжку… и скатил с лестницы».

### 1920
Джо Мартин, возможно, напал на Эла Сантелла во второй раз на съёмках фильма «Дикая ночь» (1920). В интервью 1972 года, опубликованном историком кино Стивом Масса, Сантелл сказал: "Когда шимпанзе кусает тебя, он не просто быстро кусает — он впивается зубами, готовится и затем усиливает давление. И я чувствовал, как каждый зуб впивается в мою ногу ". Потребовалась объединённая сила Керли и Карла Стекера, чтобы оторвать Джо Мартина от его режиссёра.
В марте Universal Syndicate распространила первый из расистских комиксов «Джо Мартин», нарисованных Форестом Макгинном, которые должны были сделать Джо Мартина мультиплатформенным брендом.

### 1921
В 1921 году в рекламе «Дикой ночи» отмечалось: «У мистера Мартина была более долгая карьера на экране, чем у любой другой настоящей обезьяны». Сообщается, что у его владельцев был полис страхования жизни на 25 000 долларов (что эквивалентно 440 718 долларам по нынешним меркам) на Джо Мартина, и, как говорили, он ежемесячно проходил ветеринарное обследование. В то время Джо Мартин, как сообщается, зарабатывал своим владельцам $500 в неделю, выступая в водевилях, и $1200 за съёмки в фильмах, не принадлежащих Universal.
В феврале 1921 года компания Universal выпустила короткометражный фильм «Не приставай к обезьянам», в котором Мартин возвращается домой после ночи, проведённой в клубе, и ведёт себя как пьяный.
Стекер говорил: "Джо первым спустился на землю и сердечно пожал руку натуралисту. После прогулки по дому мы сели за обеденный стол. Джо настоял на том, чтобы повязать салфетку на шею, но, если не считать этого небольшого нарушения этикета, всё прошло гладко. Больше всего мистера Бёрроуза удивило то, что Джо сразу понял, каким ножом и вилкой пользоваться для каждого блюда.
Стекер рассказал репортёру, что «первая вспышка ярости Джо Мартина длилась неделю, в течение которой он отобрал пистолет у одного из полицейских, пытавшихся его поймать, и уже собирался убить полицейского, когда остальные смогли схватить его и связать». Согласно другой версии инцидента, полицейский сначала попытался застрелить Джо Мартина.
В июне 1921 года Джо Мартин, возможно, укусил Этель Леону Стекер, жену Кёрли Стекера, во время съёмок фильма «Обезьяний посыльный», и в результате ему удалили или подпилили клыки.
Второе нападение Джо Мартина на женщину произошло, когда он был в аренде у «Фёрст Нэшнл». Джо Мартин, по-видимому, бросил кокос в голову актрисы Дороти Филлипс и после этого смеялся над этим. Филлипс не пострадала благодаря густому парику.
В ноябре 1921 года в рамках реструктуризации всей студии Кёрли Стекера сняли с должности директора зоопарка «Юниверсал Сити».

### 1922—1923. Смерть Кёрли Стекера

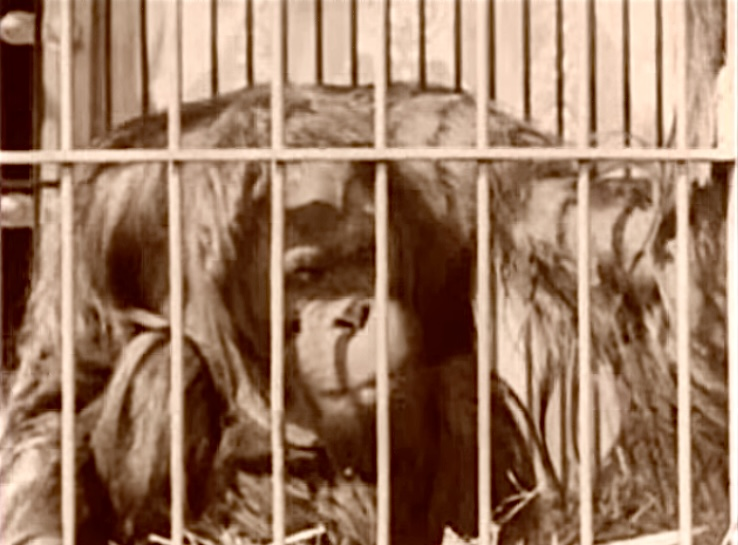
Джо Мартин в роли Вышибалы (Карусель, 1923)

Весной 1922 года газета «Сан-Франциско Колл» сообщила, что карьера Джо Мартина в кино близится к концу: 
«Некоторые считают, что Джо Мартин неизлечимо болен…когда Джо стал проявлять признаки меланхолии из-за отсутствия Стеккера, в его клетку посадили маленькую обезьянку в надежде, что общение с ней поможет ему перестать грустить».
Джо забил обезьяну до смерти о прутья клетки. Джо Мартин также напал на трех тренеров-дублёров, пока Стекер был в отъезде. Когда Стекер впервые вошёл в клетку Джо Мартина, орангутанг сначала удостоверился, что это именно он, проверив, что у этого человека не хватает части пальца (который Стекер потерял в результате несчастного случая), а затем «обвил волосатыми руками шею Стекера и поцеловал его».
Во время съёмок фильма «Легкомысленные женщины» (1922) Джо Мартин укусил своего коллегу Эдварда Коннелли, когда они снимали сцену, где персонаж Коннелли надевает ожерелье на шею Ла Марр.

В декабре 1922 года Стекер обсуждал психическое здоровье Джо Мартина и его изменившееся поведение с New York Tribune:
Что ж, [обезьяны] становятся ворчливыми, когда взрослеют. Возьмём, к примеру, Джо Мартина. Раньше он водил за руку маленьких детей и был любимцем дам. Теперь мы не подпускаем к нему никого с тех пор, как он по неосторожности вцепился зубами в директора другой компании, которая его арендовала. Мы не заставляем его работать, когда ему не хочется. И в последнее время так происходит чаще всего, потому что он думает только о женитьбе, и мы с большими расходами привезли ему невесту […] Он слишком много себе позволял, как и некоторые люди, и это сделало его эгоистичным и раздражительным; но с энергичной молодой самкой орангутанга в клетке всё будет по-другому.
В 1924 году Стекер погиб от увечий, нанесённым ему слоном Чарли. а момент нападения Чарли на Кёрли Стекера Джо Мартин уже «считался сумасшедшим».
Студия хотела, чтобы Джо Мартин снялся в фильме «Карусель» (1923), но режиссёр Эрих фон Штрогейм отказался работать с ним. Однако орангутан всё же появился в фильме, но «практически все кадры с Джо в фильме сняты отдельно от других актёров… очевидно, что Universal … строго ограничила его взаимодействие с другими актёрами».

### 1923—1927. Цирк Барнса
В ноябре 1923 года Чарльз Б. Мерфи заменил Керли Стакера на посту главного дрессировщика животных в Universal. Сообщалось, что «Чарльз Мёрфи, первый человек, который снимал его на плёнку, вывел его из кадра, погрузив в клетку на цирковой грузовик».
К этому времени Джо Мартин страдал актиническим конъюктивитом, реакцией на яркость В 1919 году его видели с рукой на повязке, предположительно из-за того, что он упал с крыши и вывихнул запястье. Джо Мартин также получил электрические ожоги рук в 1919 году после того, как сбежал со съёмок, взобрался на опору линии электропередачи, погрыз резиновую изоляцию медных проводов, а затем начал раскачиваться на проводах, как будто находился в кроне дерева.
По словам Bandwagon, Джо Мартин «выступал в шоу Барнса как обезьяна, шимпанзе или горилла, но редко как орангутан, которым он был, судя по фотографиям тех лет». Летом он путешествовал по западной части Северной Америки по железной дороге, а зимой жил в зоопарке Барнса в Южной Калифорнии.

### 1928—1931. Последние годы и смерть
Зоопарк Барнс-Сити закрылся в 1927 году. В рекламных объявлениях Барнса, опубликованных летом 1928 года, говорилось, что Джо Мартин был «самым ценным зоологическим экземпляром в неволе на сегодняшний день».
Судя по отчёту Time, 1931 год — это консервативная оценка года смерти Джо Мартина. Предполагаемый год рождения Джо Мартина на пять лет предшествует самой ранней исторической записи в Международной племенной книге орангутанов, но даже если принять за наиболее консервативную дату рождения 1914 год, а за наиболее консервативную дату смерти — 1927 год, Джо Мартин вполне мог быть одним из самых долгоживущих орангутанов в неволе в эпоху, которая завершилась с появлением современных методов ведения документации.